# ميلاني باكسون
ميلاني باكسون (بالإنجليزية: Melanie Paxson)‏ هي ممثلة أمريكية، ولدت في 26 سبتمبر 1972 بتشامبيغن في الولايات المتحدة.

## أعمال

### أفلام
- (2013) إنقاذ السيد بانكس[3][4][5][6]
- (2015) ديساندنتس

### مسلسلات
- أميريكان داد!
- جوي

## وصلات خارجية
- ميلاني باكسون على موقع IMDb (الإنجليزية)
- ميلاني باكسون على موقع ألو سيني (الفرنسية)
- ميلاني باكسون على موقع ألو سيني (الفرنسية)
- ميلاني باكسون على موقع ميوزك برينز (الإنجليزية)
- ميلاني باكسون على موقع أول موفي (الإنجليزية)
- ميلاني باكسون على موقع قاعدة بيانات الفيلم (الإنجليزية)
- ميلاني باكسون على موقع كينوبويسك (الروسية)